# Robert und Bertram (1928)
Robert und Bertram ist ein deutsches Stummfilm-Lustspiel aus dem Jahre 1928 von Rudolf Walther-Fein mit Harry Liedtke und Fritz Kampers in den Haupt- und Titelrollen. Dem Film liegt nicht die gleichnamige Posse (1856) von Gustav Raeder zugrunde.

## Handlung
Der Münchner Robert ist ein klassischer Bummelstudent. Zusammen mit seinem Maler-Freund Bertram, wie er ein eingeschworener Junggeselle, lebt er als mittelloser Lebenskünstler in den Tag hinein. Beider Schicksale scheinen sich zum besseren zu wenden, als man eines Tages Miss Evelyne Parker aus den USA kennen lernt, auf den ersten Blick der Inbegriff einer steinreichen „Dollarprinzessin“, die sich sogar ein eigenes Greenhorn als Privatsekretär hält. Die junge kapriziöse Dame ist wie Robert und Bertram auf Abenteuer aus und folgt den beiden mit dem Auto auf deren Wanderschaft, die sie in den Schwarzwald führen soll. Dabei erleben sie zahlreiche Abenteuer mit skurrilen Dorfbewohnern und landen kurzzeitig im Gefängnis, weil ihnen zwei echte Vagabunden Geld und Pässe abgenommen haben und sie dadurch in einem Gasthaus für das verspeiste Essen die Zeche schuldig bleiben mussten. 
Bei der Flucht aus dem Knast werden die beiden Bummelvagabunden getrennt. Während der etwas grobschlächtige aber herzensgute Bertram auf Miss Evelyne stößt und sie ihr Herz an ihn verliert, gondelt Robert einen Fluss entlang und sieht am Ufer ein Mädchen sitzen. Sie ist wie er auf der Flucht und heißt Melontha, arbeitet als Zirkusreiterin bei einem kleinen Wanderzirkus und wird von dessen sadistischen Direktor drangsaliert. Beide begeben sich zwecks Rettung der jungen Frau in die nächste Stadt. Auf Betreiben Bertrams hat die betuchte Amerikanerin währenddessen einen ordentlichen Finderlohn zwecks Auffindung des verschollenen Robert ausgesetzt. Den steckt ausgerechnet ein zauseliger Amtsvorsteher namens Knurrhahn ein, nachdem sich alle wiedergefunden haben. Gemeinsam kehren Robert und Bertram mit Melontha und Evelyne nach München zurück, wo aus den vier Individualisten zwei glückliche Paare werden. 

## Produktionsnotizen
Robert und Bertram entstand in den Ateliers von Staaken bei Berlin, passierte die Filmzensur am 28. Juli 1928 und wurde exakt ein Monat darauf in Berlins Primus-Palast uraufgeführt. Der für die Jugend freigegebene Film besaß eine Länge von 2803 Metern, verteilt auf sieben Akte.
Botho Höfer und Hans Minzloff entwarfen die Filmbauten.

## Kritik
Das österreichische Blatt „Freiheit!“ befand, dass diese Geschichte „allerdings ein gut gedrehter Unterhaltungsfilm ohne geistige Voraussetzungen ist. Die Musik ist lebhaft, mischt etwa fünfzig Weltschlager durcheinander und das Publikum ist äußerst zufrieden.“

## Einzelnachweis
1. ↑  „Robert und Bertram“. In: Freiheit!, 21. Mai 1929, S. 4 (online bei ANNO).